# Ernst Deloch
Ernst Hubertus Deloch (17 de maig de 1886 - ?) va ser un genet alemany que va competir a començaments del segle xx.
El 1912 va prendre part en els Jocs Olímpics d'Estocolm, on va guanyar la medalla de bronze en la prova de salts d'obstacles per equips del programa d'hípica, formant equip amb Sigismund Freyer, Wilhelm von Hohenau i Friedrich Karl de Prússia, amb el cavall Hubertus; mentre en la prova individual fou novè.